# 15092 Біджис
15092 Біджис (15092 Beegees) — астероїд головного поясу, відкритий 15 березня 1999 року. Названий на честь британського гурту Bee Gees.
Тіссеранів параметр щодо Юпітера — 3,228.